# Kennard (Texas)
Pour les articles homonymes, voir Kennard.
Kennard est une ville située au centre-est du comté de Houston au Texas, aux États-Unis,. La ville est fondée en 1899 et incorporée en 1969.

## Démographie
Lors du recensement de 2010, la ville comptait une population de 337 habitants. Elle est estimée, en 2017, à 324 habitants.

### Source de la traduction
- (en) Cet article est partiellement ou en totalité issu de l’article de Wikipédia en anglais intitulé « Kennard, Texas » (voir la liste des auteurs).